# Peter Duhan
Peter Duhan (11. listopadu 1946 Bratislava – 5. května 2018 Praha) byl český novinář a manažer, generální ředitel Českého rozhlasu a ústřední ředitel Československého rozhlasu.

## Život
Peter Duhan pocházel z novinářské rodiny, otec byl redaktorem ČTK, matka pracovala jako stenografka v redakci deníku Pravda.
Vystudoval Vysokou školu múzických umění v Bratislavě, obor filmová a televizní scenáristika. V letech 1965 – 1966 působil jako elév v redakci deníku Ľud. V roce 1970 pracoval v Československém rozhlase Bratislava. V letech 1971 až 1989 působil jako dramaturg zábavy Československé televize. Poté působil jako šéfredaktor deníku Verejnosť. V letech 1991 až 1992 byl ústředním ředitelem Československého rozhlasu. Poté pracoval v komerčním sektoru, např. pro kabelovou televizi Cabel plus a vydavatelství Beseda Holding spojené s TV Nova.
Od roku 2000 spolupracoval se stanicí ČRo 6 – Rádio Svobodná Evropa. Roku 2007 se stal ředitelem ČRo 6. Od roku 2009 byl programovým ředitelem Českého rozhlasu a kandidoval na funkci ředitele Českého rozhlasu, kterým se stal v únoru roku 2010 po rezignaci Richarda Medka. K 3. listopadu 2015 rezignoval, dle svých slov ho k rozhodnutí vedly zdravotní důvody a tři čtvrtě roku trvající neshody s Radou Českého rozhlasu.

## Působení v Českém rozhlase
V době, kdy byl Duhan v čele Českého rozhlasu, došlo k některým zásadním změnám:
- Vznikly stanice ČRo Sport (2014), Plus (2013), Jazz (2013) a Rádio Junior (2012) a sezónní projekt Rádio Retro (od roku 2013)
- V roce 2013 byly zrušeny stanice Leonardo, Rádio Česko a ČRo 6 a na jejich základě vznikla stanice Český rozhlas Plus jako celoplošná stanice s mottem "Když chcete vědět víc" a jako jediná stanice mluveného slova.
- Český rozhlas v roce 2013 změnil logo (písmeno R složené ze čtyř vodorovných pruhů) a sjednotil vizuální podobu všech stanic (byly odlišeny barevně)
- Ve vysílání se objevily nové formáty jako např. Minutové hry, zábavné vzdělávání pro děti (rubrika Venda a Fráňa) a obnoveny byly některé zaniklé žánry např. Kabaret v éteru aj.
- Od ledna 2015 nastaly výrazné změny ve vysílání náboženských pořadů. Přímé přenosy bohoslužeb (neděle 9:00–10:00) se přesunuly z Dvojky na Vltavu. Křesťanský týdeník na Radiožurnálu nahradil nový magazín o víře a spiritualitě v souvislostech s názvem Mezi nebem a zemí (sobota 9:00–10:00), který je nově vysílán na regionálních stanicích ČRo. Radiožurnál přestal vysílat pravidelné Glosy Dominika Duky a také Doteky víry. Moderátorka Eva Hůlková se se svými duchovně založenými hosty přesunula do pořadu Hovory na ČRo Plus (neděle 22:10). Vltava přestala vysílat nedělní řadu Slovo mezi nebem a zemí. Dvojka začala místo nedělní bohoslužby vysílat nový formát Jak to vidí na duchovní a etická témata.[7]
- V roce 2013 byly obnoveny a o rok později znovu zrušeny Hovory z Lán s prezidentem republiky. Důvodem zrušení byly vulgarismy Miloše Zemana v Hovorech z Lán 2. listopadu 2014.
- Stanice Radiožurnál se vyprofilovala k více proudovému a aktuálnímu vysílání (zanikla řada pořadů, přednost mají aktuální témata), byl rozšířen playlist (více skladeb v každé hodině i v celé databázi)
- Český rozhlas Plus vstoupil 2. listopadu 2015 do sítě VKV a stal se tak dostupný zhruba pro 60 % populace ČR. Současně byl rozšířen program vysílání stanice na 24 hodin denně. Tato změna nastala den před koncem působení Petra Duhana ve funkci generálního ředitele ČRo.
- Regina Praha přestala 2. listopadu 2015 vysílat na VKV a stala se z ní Regina DAB Praha dostupná pouze v digitálních sítích. Tato změna nastala den před koncem působení Petra Duhana ve funkci generálního ředitele ČRo.